# Трушкін Анатолій Олексійович
Анатолій Олексійович Трушкін (рос. Трушкин Анатолий Алексеевич; 28 жовтня 1941, Челябінськ — 9 червня 2020, Москва) — радянський та російський письменник-сатирик, сценарист і телеведучий.

## Біографія
Анатолій Трушкін народився 28 жовтня 1941 року в Челябінську. Із 1951 року жив у Москві. Закінчив Московський авіаційно-технологічний інститут (МАТІ) у 1964 році та Літературний інститут (1974).
Після МАТІ декілька років працював інженером на секретному військовому заводі. У 1971—1978 роках — редактор, сценарист Центрального телебачення, автор сценаріїв понад 20 телеспектаклів.
Із 1981 року займався виключно літературною діяльністю. Його гумористичні твори читали й читають з естради Михайло Євдокимов, Роман Карцев, Юхим Шифрін, Ян Арлазоров, Клара Новікова, Володимир Винокур.
Писав гумористичні розповіді для дітей та юнацтва, три з яких увійшли до кіножурналу Єралаш. Також писав сценарії для ігрових сюжетів кіножурналу «Фітиль»
Останнім часом багато своїх творів Трушкін читав сам. Постійний учасник гумористичних програм на телебаченні.
Із 2003 по 2005 рік був автором і ведучим програми «Народні кошти» на ТВЦ.
Член Спілки гумористів Росії.
У 1992 і 2010 роках був двічі удостоєний премії «Золоте теля» «Літературної газети» («Клубу 12 стільців»).
У травні 2020 року був госпіталізований з коронавірусною інфекцією. Через три тижні лікарі констатували значну позитивну динаміку; письменника перевели з реанімації до звичайної палати.
Помер 9 червня 2020 року в одній із московських лікарень від коронавірусу. Похований на Митінському кладовищі.

## Твори
Книги
- Весёлая мелочь из дырявого кармана (укр. Веселий дріб'язок із дірявої кишені)
- 208 избранных страниц (1999) (укр. 208 вибраних сторінок)
- Побольше посмеёшься — поменьше поплачешь (2001) (укр. Побільше посмієшся - поменше поплачеш)
- Уроки в школе дураков (2002, співавтор Олександр Пашков) (укр. Уроки в школі дурнів)
- Смешная наша жизнь (2006) (укр. Смішне наше життя)
- О вечном: о любви, о воровстве, о пьянстве… (2009) (укр. Про вічне: про любов, про крадіжки, про пияцтво...)
- Кто на свете всех смешнее? (2010) (укр. Хто на світі всіх смішніше?)
- Пятница, 13 число (2010) (укр. П`ятниця, 13 число)
- Содом и Гоморра (2011) (укр. Содом і Гоморра)

Також твори увійшли в Том 16 «Антології Сатири та Гумору Росії XX століття» (2001)
Сценарії та екранізації
- «Сміх і гріх (Москва сміється)» (міні-серіал)[10]
- «Москва сміється» (міні-серіал, продовження попереднього, 2002)[11][12]
- «Москва посміхається» (міні-серіал, продовження, 2008)